# Diosig
Diosig è un comune della Romania di 6 912 abitanti, ubicato nel distretto di Bihor, nella regione storica della Transilvania.
Di un certo interesse il Castello Zichy, del 1701 e la chiesa protestante riformata del 1609.